# Huang Rui

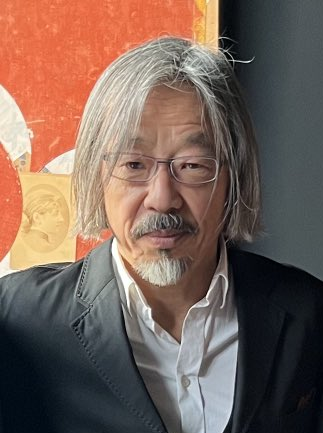
Huang Rui

Huang Rui (chinesisch 黄锐; * 1952) ist ein chinesischer Gegenwartskünstler, dessen Werk Gemälde, Installationen, Performances, Fotografie and Printmedien umfasst. Er lebte fast zehn Jahre in Japan. Heute lebt er in Peking.

## Leben und Wirken
Er war Gründungsmitglied der 1979 gegründeten Künstlergruppe Stars Group, der auch Künstler wie Ai Weiwei angehörten. Huang Rui war auch einer der ersten Künstler in Peking, die im Kunstbezirk Dashanzi arbeiteten.
Am 9. November 2009 stellte er in Berlin das von ihm herausgegebene Buch 1989 – 365 Art Days in China and Germany vor. In dem Band ist jeder Tag des Jahres 1989 durch ein Bild von einem wichtigen kulturellen Ereignis, einer Landschaft oder aus dem Alltag der Menschen in Deutschland und in China dokumentiert und illustriert. Es ist eine Art soziokulturelles Tagebuch des Jahres 1989.